# ペンタスターチ
ペンタスターチは、ヒドロキシエチルデンプンのサブグループであり、11 個の水酸基のうち5 個のヒドロキシエチル基を持ち、約 50% のヒドロキシエチル化率を示す。これに対して、テトラスターチは40％、ヘタスターチは70％のヒドロキシエチル化率を有している。ペンタスパンという名前で販売されており(米国内)、輸液蘇生に使用される。注入後、主に血管内に留まるため、血漿増量剤と見なされる。

## 輸液蘇生の選択
輸液の選択 (通常の生理食塩水 vs.乳酸リンゲル液 vs. ペンタスターチ）に関しては論争がある 。
生理学的に、ペンタスターチを含む液体は主に血管内腔、すなわち血漿にとどまる。これは、細胞外コンパートメントの他の部分にすばやく移行する通常の生理食塩水とは異なる。
ペンタスパン使用の支持者は、次のように考えている。
1. 輸液蘇生における主な不足は、血管内容量の減少である[1]。
2. 通常の生理食塩水の使用は、特に高齢の患者で肺水腫を引き起こす可能性がある[1]。

## 生理食塩水とペンタスターチ

### 死傷者
緊急事態におけるペンタスターチは十分に研究されておらず、その有用性は証明されていない。通常の生理食塩水とペンタスターチを比較した 1 つの小規模な研究では、有意な生存率の向上は示されなかった。ただし、ペンタスターチ群では蘇生に必要な輸液量が有意に少なくなった。

### 心臓手術
心臓手術後の生理食塩水とペンタスターチを比較する研究が行われた。血行動態は後者に有意な改善が見られ、カテコールアミンの使用や術後肺炎も少なかった。

## 価格
ペンタスターチは通常の生理食塩水よりも高価だが、アルブミン製剤よりも安価である。